# Tell Chuera
Tell Chuera (starożytne asyryjskie miasto Harbe) – stanowisko archeologiczne w północno-wschodniej Syrii, pomiędzy rzekami Balich i Chabur.

## Wykopaliska
Na stanowisku tym, zajmującym powierzchnię ok. 65 ha, wykopaliska z ramienia Max von Oppenheim Fundation prowadzili A. Moortgat (pomiędzy 1958 a 1976 rokiem), U. Moortgat-Correns (pomiędzy 1982 a 1985 rokiem) i W. Orthmann (począwszy od 1986 roku). 

## Wyniki wykopalisk
Najwcześniejsze ślady zasiedlenia stanowiska pochodzą z okresu Halaf (V tys. p.n.e.). Istniejąca tu wówczas osada porzucona została w IV tys. p.n.e. Stanowisko zasiedlone było następnie przez większą część III tys. p.n.e., kiedy to istniało tu duże miasto otoczone murem z cegły mułowej. Drugi, wewnętrzny mur, otaczał częściowo lub w całości cytadelę, na której wzniesiono najważniejsze budowle w mieście - świątynie i duży pałac. Dolne miasto, o powierzchni 22 ha, zajmowała dzielnica mieszkalna z prywatnymi domami. Miasto to opuszczone zostało pod koniec III tys. p.n.e. Stanowisko ponownie zasiedlone zostało w 2 połowie II tys. p.n.e., w okresie, gdy obszar na którym leżało dostał się najpierw pod kontrolę Mitanni, a następnie Asyrii. Z okresu tego pochodzą odkryte na stanowisku pozostałości małego mitannijskiego sanktuarium oraz ufortyfikowanej rezydencji asyryjskiego gubernatora. W jednym z pomieszczeń rezydencji odkryto małe archiwum dokumentów klinowych pochodzących z XIII w. p.n.e., dzięki którym udało się ustalić, iż istniejące tu wówczas miasto nosiło nazwę Harbe. Miasto o tej nazwie wzmiankowane jest też w tekstach z Dur-Katlimmu pochodzących z okresu środkowoasyryjskiego. Stanowisko ostatecznie porzucone zostało w XII w. p.n.e.